# Антагонистическая игра
Антагонисти́ческая игра́ или игра́ с нулево́й су́ммой (англ. zero-sum game) — термин теории игр. Антагонистической игрой называется некооперативная игра, в которой сумма выигрышей и проигрышей всех игроков равна 0. Следовательно, это означает, что выигрыш одного обязательно представляет собой проигрыш для другого.
Формально антагонистическая игра может быть представлена тройкой <X, Y, F>, где X и Y — множества стратегий первого и второго игроков, соответственно; F — функция выигрыша первого игрока,
ставящая в соответствие каждой паре стратегий (ситуации) (x,y), {\displaystyle x\in X,y\in Y} действительное число,
соответствующее полезности первого игрока при реализации данной ситуации. Так как интересы игроков противоположны,
функция F одновременно представляет и проигрыш второго игрока.
Исторически антагонистические игры являются первым классом математических моделей теории игр, при помощи которых описывались азартные игры. Считается, что благодаря этому предмету исследования теория игр и получила своё название.
В настоящее время антагонистические игры рассматриваются как часть более широкого класса некооперативных игр.

## Пример
Простейшим примером антагонистической игры является игра «Орлянка». Первый игрок прячет монету орлом или решкой вверх, а второй пытается угадать, как она спрятана. Если он не угадывает — он платит первому одну денежную единицу, если угадывает — первый платит ему одну денежную единицу.
В данной игре каждый участник имеет две стратегии: «орёл» и «решка». Множество ситуаций в игре состоит из четырёх элементов. В строках таблицы указаны стратегии первого игрока х, в столбцах — стратегии второго игрока y. Для каждой из ситуаций указаны выигрыши первого и второго игроков.
В аналитическом виде функция выигрыша первого игрока имеет следующую форму:
где x ∈ X и y ∈ Y — стратегии первого и второго игроков, соответственно.
Так как выигрыш первого игрока равен проигрышу второго, то {\displaystyle F_{2}(x,y)=-F_{1}(x,y)}.
Если результат полностью определяется игроком, совершившим последний ход (если правила хода идентичны для игроков), стратегия может быть найдена с помощью функции Гранди.